# Taktyczna gra fabularna
Taktyczna gra fabularna (TRPG, z ang. tactical role-play game, także strategiczna gra fabularna od strategy role-play game) – gatunek gier komputerowych łączący elementy klasycznej komputerowej gry fabularnej z elementami gry strategicznej. W Japonii gry z tego gatunku znane są jako „symulacyjne gry fabularne” (jap. シミュレーションRPG shimyureshon RPG).
Do gatunku tego zalicza się najczęściej gry fabularne, w których pewne mechaniki zastąpiono pochodzącymi z gier strategicznych. Podobnie jak w standardowych grach fabularnych, gracz otrzymuje kontrolę nad określoną liczbą postaci, których śmierć jest jedynie tymczasowa. Z gier strategicznych zapożyczona jest często np. ograniczona liczba ruchów postaci w turze na planszy przedstawionej w rzucie izometrycznym.